# Hannah Meul
Hannah Meul (* 3. April 2001 in Frechen) ist eine deutsche Sport- und Wettkampfkletterin. Ihr bisher größter sportlicher Erfolg ist der Gewinn der Silbermedaille im Bouldern bei der Klettereuropameisterschaft 2022. Außerdem errang sie bisher drei zweite Plätze im Kletterweltcup.

## Biografie
Meul begann als Siebenjährige in der Kindergruppe von Lara Salzer, der Schwester von Jan Hojer zu klettern. Im Alter von zehn Jahren bestritt sie ihren ersten Wettkampf. In der Saison 2015 debütierte sie auf internationaler Ebene und nahm am European Youth Cup und an der Juniorenwelt- und -europameisterschaft teil. Bei ihrem ersten Weltcup 2017 in Meiringen erreichte sie auf Anhieb das Halbfinale im Bouldern und wurde 12. Zudem wurde sie im selben Jahr deutsche Meisterin im Lead.
Während Meul in den folgenden Jahren im Weltcup nie über das Halbfinale hinauskam, konnte sie sich bei Großereignissen steigern. Sie verpasste bei der Europameisterschaft 2020 als 4. im Lead knapp eine Medaille und damit auch die Chance für die Teilnahme an den Olympischen Sommerspielen in Tokio. Bei der Weltmeisterschaft 2021 schrammte sie mit Platz 5 in der Kombination erneut knapp an einer Medaille vorbei.
Die Saison 2022 wurde die bisher erfolgreichste in Meuls Karriere. Gleich zum Auftakt des Kletterweltcups qualifizierte sie sich erstmals für ein Weltcupfinale im Bouldern. Beim Weltcup in Brixen toppte sie im Finale alle Boulder und musste sich nur knapp Natalia Grossman geschlagen geben, da sie insgesamt einen Versuch mehr benötigte. Diesen Erfolg konnte sie gleich beim nächsten Boulder-Weltcup in Innsbruck wiederholen. Bei der Europameisterschaft in München gewann Meul in der Disziplin Bouldern die Silbermedaille. Beim Weltcup in Jakarta erreichte sie erstmalig ein Lead-Finale und verpasste das Podium als Vierte nur knapp.
Seit dem Wintersemester 2020/2021 studiert Meul Soziale Arbeit an der Technischen Hochschule Köln. Ihr Lieblingsklettergebiet ist in Fontainebleau.

## Erfolge

### Sportklettern

#### Weltmeisterschaften
- Moskau 2021: 5. Kombination, 22. Lead, 23. Bouldern, 33. Speed

#### Weltcup
- drei Podestplätze

| Saison | Lead  | Lead    | Bouldern | Bouldern |
| Saison | Platz | Punkte  | Platz    | Punkte   |
| ------ | ----- | ------- | -------- | -------- |
| 2017   | –     | –       | 36.      | 0028,00  |
| 2018   | –     | –       | 42.      | 0035,50  |
| 2019   | –     | –       | 37.      | 0037,00  |
| 2021   | 29.   | 0046,75 | 25.      | 0042,82  |
| 2022   | 14.   | 1640,00 | 05.      | 2345,00  |
| 2023   | 38.   | 0335,00 | 11.      | 1707,00  |

#### Europameisterschaften
- Moskau 2020: 4. Lead, 7. Kombination, 13. Bouldern, 18. Speed
- München 2022: 2. Bouldern, 4. Kombination, 7. Lead

#### Weitere Erfolge
- 3 deutsche Meistertitel (Lead 2017, 2022 und Bouldern 2020)[4][7][8]
- Olympische Jugend-Sommerspiele 2018: 4. Kombination

### Felsklettern

#### Bouldern
- Partage (8A+) – Fontainebleau, 2021[9]
- Duel (8A) – Fontainebleau, 2021[9]
- Tigre et Dragon (8A) – Fontainebleau, 2021[9]
- Golden assis (8A) – Fontainebleau, 2021[9]
- Foxy Lady (8A) – Magic Wood, 2021[9]